# Външна политика на Йордания
Външната политика на кралство Йордания е функция на отношението на кралството към Арабско-Израелския конфликт в региона. Йордания следва политика на умереност, тъй като смята, че ефективното арабско единство е единствена база за мирни преговори с Израел. Устойчивостта на между-арабските различия за формата и съдържанието на Панарабската кооперация са пречка за провеждане на по-гъвкава външна политика. В допълнение липсата на достатъчно вътрешни ресурси, която в резултат води до голяма зависимост от външни сили за икономическа и военна помощ е още една причина за внимателното вземане на външно-политически решения.

## Основни положения
Като малка държава с ограничени природни ресурси най-важната задача на външната политика на Кралство Йордания е да отговаря на националните интереси. Хашемитското лидерство се обвързва и със стратегическата задача да ревитализира и преструктурира Арабския свят и Близкия изток. Гео-стратегическата концепция на страната е изградена на две нива, които понякога се преплитат. Първото ниво се свързва с пряката защита и оцеляване на страната и поданиците ѝ. Второто ниво е свързано с дълготрайното обвързване на страната като активист в Панарабската идея за обновяване на арабските енергии и цялостния мир в региона.
Както повечето държави по-голямата част от ежедневната външна политика на Йордания се съсредоточава върху защитата на непосредствените интереси на страната и насърчаването на краткосрочното благосъстояние на своите граждани. Освен това, ръководството на Хашемит има и други цели, а именно дългосрочното подмладяване на арабския свят. Тази визия си проличава от изказванията и изявленията на крал Хюсеин и крал Абдала. Най-важно в техните очи е това страната да бъде отворена към външния свят и да е наясно с ограниченията наложени от настоящия международен ред.

## История
Йордания има последователна прозападна политика и по традиция има близки отношения със САЩ и Великобритания. Тези отношения биват разклатени от подкрепата на Йордания към Ирак по време на войната в Персийския залив(1990 – 91 г.). Въпреки че тогава правителството на Йордания се разграничава, като заявява, че се противопоставя на иракската окупация на Кувейт, подкрепата за народа на Ирак се управлява от палестинската общност на Йордания, която подкрепя Саддам Хюсеин.
След приключването на войната в Персийския залив, Йордания до голяма степен възстановява отношенията си със западните страни чрез участието си в мирния процес в Близкия изток и прилагането на санкциите на ООН срещу Ирак. Също така, отношенията между Йордания и страните от Персийския залив се подобряват значително след смъртта на крал Хюсеин през 1999 г. От падането на иракския режим през 2003 г. Йордания изиграва ключова роля в подкрепата за възстановяването на стабилността и сигурността в Ирак. През това време правителството на страната е подпомогнало за обучението на над 50 000 полицайски кадети и служители за корекции в йордански обект близо до Аман.Освен това, в Йордания живее значително иракско население и страната работи в тясно сътрудничество с донорски агенции и международни организации, за да помогне за техните хуманитарни нужди. През 2008 г. Йордания назначава и изпраща посланик в Ирак в опит да засили двустранните връзки.
Йордания и Израел подписват исторически мирен договор на 26 октомври 1994 г. във Вашингтон. Свидетел на подписването става и президента на САЩ Бил Клинтън. Междувременно трите страни – Йордания, Израел и САЩ участват в множество тристранни дискусии на които са обсъждани ключови въпроси като сигурността, инфраструктурни проекти, търговски, финансови и банкови въпроси. Освен това, Йордания участва и в многостранни мирни преговори.
От избухването на втората Интифада през септември 2000 г. Йордания работи за поддържане на линиите за комуникация между израелците и палестинците, за да съветва умереността и да върне страните на преговори по въпроси, свързани с постоянния статут. Тези усилия носят резултати с възобновяването на израелско-палестинските мирни преговори на конференцията в Анаполис през ноември 2007 г. Йордания изиграва важна роля в улесняването на мирния процес чрез обучението на няколко хиляден палестински персонал за сигурност.
През 2003 г. Йордания силно съветва САЩ за инвазията в Ирак, но въпреки това усилено търси начини да помогне за стабилизирането на иракското общество след свалянето на властта от Саддам Хюсеин. Аман прави тези усилия (включително програма за обучение на иракската полиция) в партньорство със САЩ.Богатството на Йордания често е било свързано със събития в Ирак, неговият по-голям и по-населен съсед, а нестабилността в тази страна е била от особено значение за Аман.

## Билатерални отношения

### Израел
Кралство Йордания подписва мирен договор с Израел през 1994. Исторически двете страни има по-меки отношения помежду си, сравнено с другите Арабски страни от региона. Йордания и Египет са единствените арабски страни, които са подписали мирни договори с Израел. Крал Абдула II, който наследява баща си през март 1999 г., посещава Израел през април 2000 г. След избухването на палестинското насилие (септември 2000 г.), отношенията с Йордания се охлаждат и Йордания оттегля своя посланик. През юни 2003 г. крал Абдула II e домакин на среща на върха в Акаба с президента Буш и с министър-председателите Шарън и Абу-Мазен. През април 2004 г. крал Абдула II посещава министър-председателя Шарън в своята резиденция в Негев. На 22 ноември 2004 г. в залива Ейлат-Акаба е организирано съвместно израелско-йордански учение за реагиране на замърсяването в Червено море. Израел изпраща 14 кораба, членове на водно-замърсяващото звено в Ейлат, и работници от Министерството на околната среда да вземат участие. През 2005 г. двустранното сътрудничество се затвърждава, след като официални лица се срещат, за да обсъдят различни въпроси, включително сътрудничество в борбата срещу разпространението на птичи грип. Износът на Йордания към Израел нараства, а посланикът на Йордания се завръща в Израел след петгодишно отсъствие. Високопоставени израелски, йордански и палестински представители подписват споразумение за споделяне на вода на стойност 900 млн. долара на 9 декември 2013 г., което е обявено за важен етап от сътрудничеството между всички участващи страни. Споразумението включва планове за изграждане на тръбопровод, свързващ Червено море и Мъртво море и инсталация за обезсоляване на морска вода от 80 милиона кубични метра в Акаба на Червено море, за да се осигури вода, която ще бъде споделена между трите представени единици.

### Кувейт
Кувейт е основен стратегически партньор на Кралството до 1989. Кувейт, както и други Арабски страни подпомагат Йордания с финансова помощ, която е договорена на среща на Арабската лига в Багдад през 1978. По време на Войната в Персийския залив отношенията между двете страни се развалят тъй като Йордания подкрепя Ирак. В по-ново време двете страни работят за повторно сближаване и задълбочаване на отношенията.

### Ирак
Йордания е водещата арабска страна в подкрепата си за режима на Саддам Хюсеин] по време на Войната в Персийския залив и войната с Иран (1980 – 88). Ирак е един от основните вносители на петрол за Йордания. След падането на режима на Саддам Хюсеин кралството е основен път, през който минават помощи за Ирак, както и работна ръка в строителството и бизнеса.

### Египет
През 1984 г. Йордания става първата арабска държава, която възстановява дипломатическите си отношения с Египет. Хюсеин започва да се застъпва за реинтеграцията на Египет в арабската общност на нациите още през 1981 г. Кралят възприема Египет като ефективен опора срещу разпространението на радикални ислямски политически движения, които според него са били породени от ирано-иракската война. След възстановяването на дипломатическите отношения Йордания и Египет стават изключително близки съюзници. През февруари 1989 г. Египет и Йордания се присъединяват с Ирак и Йеменската арабска република (Северен Йемен), за да сформират нов Съвет за арабско сътрудничество.

### Пакистан
Първоначалните форми на комуникация между Йордания и Пакистан могат да бъдат датирани още от 1970-те и 1980-те години. Въпреки това, по-силни връзки са създадени през средата на 90-те. През 2001 г. пакистанските лидери посещават Аман, за да обсъдят пълномащабно сътрудничество. Крал на Йордания възхвалява това и потвърждата волята на Йордания за укрепване на връзките си с Пакистан в полза на двата народа. На 2 ноември 2007 г. крал Абдала II от Йордания посещава Исламабад и се провежда официална среща с президента на Пакистан генерал Первез Мушараф в Айван-е-Садр. Пакистан поддържа посолство в Аман, докато Йордания има посолство в Исламабад.

### Иран
Хашемитското кралско семейство има много близки контакти с иранската кралска фамилия. След свалянето ѝ от власт и учредяването на Ислямска република Иран връзките между двете страни са прекратени. Допълнително отношенията между Иран и Йордания се влошават по време на войната между Ирак и Иран (1980 – 88), в която Йордания оказва подкрепа на Саддам Хюсеин. Официално дипломатическите отношения се възстановяват през 1991.

### Сирия
Отношенията между двете страни са нестабилни. През годините варират от нормални дипломатически отношения до въоръжени конфронтации, в които и двете страни са се опитвали да надделеят една над друга. И двете страни подкрепят вътрешни опозиционни групи. Йордания прекъсва дипломатическите си отношения със Сирия през 1981 г.,защото обвинява Дамаск в заговор. През следващите 5 години, двете страни са в много обтегнати отношения. От Аман, също така, обвиняват Сирия в оказване на помощ на радикални палестински групи, които извършват някои политически убийства на йордански дипломати в Европа и Близкия изток. Накрая, през есента и зимата на 1985 – 86 г., Саудитска Арабия посредничи в преговорите за помирение, които довеждат до възстановяване на дипломатическите връзки. През май 1986 г. йорданският премиер става първият високопоставен служител от Аман, който посещава Сирия от 1977 г. Оттогава отношенията между Йордания и Сирия постепенно се подобряват.

### Бруней
През май 2008 г. крал Абдула II посещава Бруней, за да укрепи връзките между Йордания и Югоизточна Азия, както и да обсъди въпроси, пред които е изправен мюсюлманският свят. Заедно със султана от Бруней Даруссалам, Абдула подписва споразумения за укрепване на сътрудничеството в областта на икономиката, туризма и отбраната.

### Китай
Йордания и Китай за пръв път започват сътрудничество с подписването на Споразумението за културно и научно сътрудничество през ноември 1979 г. След това двете страни сключват редица двустранни споразумения, които засилват сътрудничеството си в областта на търговията, транспорта, инвестициите и образованието. Продължаващата финансова и техническа подкрепа на Китай за Йордания през годините дава възможност на Кралството да се заеме и да ускори пътя на развитието и реформите. Между 1999 и 2009 г. Китай предоставя на Йордания 17 безвъзмездни средства на обща стойност 57,1 млн. долара за финансиране на ключови проекти за развитие в различни области. Освен това от 1984 г. насам, Китай е предоставил на Йордания безлихвени заеми на обща стойност 34.8 млн.долара, а също така е и отпуснал заем от 29 млн.долара от Експортно-вносната банка на Китай (подписан през 2004 г.). Щедрата помощ на Китай помогна на Кралството да сключи редица проекти в жизненоважни области, като рехабилитация на водоснабдителни мрежи, финансиране на строителството на жилищни проекти, обучение на йордански служители в Китай, доставка на оборудване за министерства, субсидиране на закупуването на китайски стоки и финансиране на проекти по Програмата за социално-икономическо преобразуване.

### Япония
Йордания и Япония имат дългогодишни връзки, които продължават от 1954 г., когато Йордания и Япония установяват дипломатически отношения. Сътрудничеството на техническо ниво е започнато през 1985 г., когато Йордания и Япония подписват Споразумението за техническо сътрудничество. Оттогава Япония изиграва значителна роля в предоставянето на финансова и техническа помощ на Йордания. Япония е една от най-големите страни донори на Йордания, като предоставя през периода 1999 – 2010 г. сума в размер на 404 млн.долара под формата на финансова помощ, от които 60 млн. като заем при облекчени условия.

### Косово
Йордания признава независимостта на Република Косово на 7 юли 2009 г. Йордания подкрепя Косово в консултативното становище на Международния съд относно декларацията за независимост на Косово през декември 2009 г. Йордания и Косово установяват пълни дипломатически отношения на 5 юни 2013 г.

### САЩ
Отношенията между двете страни за близки от повече от 4 десетилетия. Политиката на САЩ е насочена към насърчаването към разделяне и противопоставяне на държавите от арабския свят. Мирния процес и опозицията на Йордания срещу тероризма асистира индиректно за по широк спектър от американски интереси в региона. От 1952 година САЩ оказва на Кралството икономическа подкрепа в различни сектори като здравеопазване, образование, развиване на водна инфраструктура и селско стопанство. През 1991 по време на Войната в Залива Йордания предлага решение, което американците виждат като про-иракско, въпреки това на конференцията в Мадрид 1991 Йордания е обявено за важна част от мирния процес след войната.Съединените щати са единственият най-голям доставчик на двустранна помощ в Йордания, който осигурява над 1,7 млрд. долара през 2017 г., включително 1,3 млрд. долара в двустранна външна помощ и над 200 млн. Долара в подкрепа на Министерството на отбраната. Освен двустранната външна помощ, Съединените щати предоставят почти 1,1 млрд. долара за хуманитарна помощ в подкрепа на сирийските бежанци в Йордания. През 2018 г. САЩ. и Йордания подписват Меморандум за разбирателство (МР) за предоставяне на 6,375 млрд. долара от на Йордания за период от 5 години. Помощта за развитие се изразява в подобрени показатели на здравето, пътни и водни мрежи, стотици училища и помощ за йордански общности, които приемат бежанци от Сирия. Текущите области към които е насочен фокуса включват образование, достъп до вода, управление на ресурсите и опазване, енергия, устойчивост на бежанската общност, програми за младежта и намаляване на бедността, здраве на майката / детето, енергетика, управление, макроикономическа политика, развитие на работната сила и конкурентоспособност.

### Мексико
През юли 2014 г. външният министър на Мексико Хосе Антонио Мийд посещава Йордания и започва преговори за споразумение за свободна търговия със страната. По време на посещението си той обявява, че Мексико ще открие посолство в йорданската столица. Външният министър Мийд посещава и сирийския бежански лагер в Заатари, за да наблюдава хуманитарната криза, пред която са изправени бежанците. През 2015 г. и Йордания, и Мексико откриха съответно посолства в столиците. През 2015 г. Йордания и Мексико отбелязаха 40 години дипломатически отношения. И двете страни са подписали няколко двустранни споразумения като Споразумение за техническо сътрудничество, Споразумение за сътрудничество в областта на образованието и културата и др. През 2017 г. търговията между Йордания и Мексико възлиза на 48,5 милиона щатски долара. Основният износ на Йордания за Мексико включва: електронни части, фосфати и други минерали. Основният износ на Мексико за Йордания включва: антибиотици, камиони и други превозни средства. Йордания е 95-ият най-голям търговски партньор на Мексико в световен мащаб. През 2014 г. двете страни започват преговори за споразумение за свободна търговия.

### Франция
Йорданският крал Абдула II направи две работни посещения във Франция след избирането на президента Макрон през май 2017: първото на 17 юни 2017 г. и второто на 19 декември същата година. Тези посещения бяха възможност за задълбочен диалог относно регионалните кризи. Франция и Йордания подчертаха съвместната си подкрепа за международна мобилизация срещу тероризма, необходимостта да се възстановят израелско-палестинските усилия за мир и тяхната ангажираност с решението за тези две държави, тяхното единодушно осъждане на насилието в Сирия и спешната необходимост от създаване на преход, водещ до всеобхватно политическо решение. Тези посещения показват качеството на двустранните френско-йордански отношения и ангажимента на двете страни за задълбочаване на общото им сътрудничество. Освен това, Франция участва в различни проекти за научно и техническо сътрудничество в ключови сектори на йорданската икономика като енергетиката, водата и туризма. Аманският клон на IFPO (Френски институт за Близкия изток) проверява археологически, исторически и съвременни социологически изследвания, които са от научен интерес за Франция и Йордания.

### Германия
Германия има дългогодишни близки и приятелски отношения с Йордания, тя е и ключов партньор на политическата сцена. Двете страни си сътрудничат успешно в развитието на политиката, както и в икономиката и културата. Многобройните взаимни посещения на йордано-германски политици доказват тази тясна връзка. Крал Абдула II посещава Берлин в края на 2011 г. и провежда разговори с германския канцлер Ангела Меркел, президента на Бундестага Норберт Ламерт и германския външен министър Гидо Вестервеле. Сътрудничеството за развитие играе значителна роля в германско-йорданските отношения. В много области Германия е един от най-важните партньори на Йордания, която през 1994 г. е втората арабска държава, сключила мирен договор с Израел и е активно ангажирана както в региона, така и в международен план, в усилията за осигуряване на мирно решение на конфликта в Близкия изток. Извън политическата арена двете страни успешно работят заедно в сътрудничеството за развитие на икономическия, академичния и културния сектор. Двете страни имат и посолства в столиците си.

### Италия
Дългогодишните политически отношения между Италия и Йордания се разрастват през годините. Помощта на Италия за Йордания продължава от 1965 г., когато е подписано първото споразумение за сътрудничество. Оттогава Италия предоставя на Йордания така необходимата помощ в приоритетните области. Двустранната помощ на Италия за Йордания е под формата на заеми, безвъзмездни средства, техническа помощ и хранителна помощ. Двустранните кредити се използват за финансиране на проекти за развитие, докато безвъзмездните средства се използват за финансиране на малки проекти като социални проекти и проекти, свързани с частния сектор и развиващите се индустрии. Техническата помощ осигурява експерти, обучение, оборудване, използвано при изпълнението на съвместни проекти, и стипендии. През 1980 г. програмите за сътрудничество на Италия са насочени главно към техническа помощ и професионално обучение. През периода 1983 – 1989 г. италианското правителство предоставя на Йордания заеми за развитие с обща сума от 42,5 млн. През 90-те години се наблюдава по-широк спектър от програми за сътрудничество в ключови сектори като професионално обучение, образование, здравеопазване и инициативи в областта на храните. Тези проекти са финансирани чрез двустранно споразумение, сключено през юни 1991 г., като Италия възстановява техническия си финансов ангажимент към Йордания чрез удължаване на обща сума от 25 милиона евро. През януари 2000 г. двете страни сключват Меморандум за разбирателство, който поставя началото на участието на Италия във финансирането на различни сектори като вода, околна среда, здравеопазване, бедност и икономическа реформа. За тази цел Италия поема ангажимент да предостави над 88 млн. Евро за финансиране на десет проекта.

### Дания
Двустранните отношения на Йордания с Дания датират от януари 1961 г., когато двете страни подписват споразумение за сътрудничество за създаване на редовни въздушни услуги между и извън съответните територии. Оттогава двете кралства са сключили редица споразумения за сътрудничество в области от взаимен интерес. Дания също официално създава посолство в Аман през 2007 г. с цел укрепване на двустранните отношения. Политиката на Дания по отношение на Йордания и региона на Близкия изток като цяло се ръководи от Датско-арабската програма за партньорство. Тази програма цели да създаде основа за по-добър диалог, разбирателство и сътрудничество между Дания и региона на Близкия изток и да подкрепи съществуващите местни процеси на реформи. Финансово споразумение е подписано през 1997 г. между двете държави, но е заменено от рамково споразумение през 1999 г., въвеждайки нови условия за финансиране. Общата цел на Финансовото споразумение е да се субсидират лихвените плащания по датските експортни кредити за доставки на датски капиталови стоки и свързани услуги за проекти за развитие в Йордания.

### Русия
Русия има посолство в Аман. Държавите установяват дипломатически отношения през 1963. Двустранните отношения се смятат за изключително приятелски, съдейки по множеството посещения на президента Владимир Путин в страната.

### България
Понастоящем между страните е създадена Смесена комисия за икономическо сътрудничество, която е приемник на съществуващата до 2007 българо-йорданска Смесена комисия за търговско и икономическо сътрудничество. Промяната в поредността и наименованието на Комисията произтича от прекратяването действието на Търговската спогодба между страните и подписването на ново Споразумение за икономическо сътрудничество, по силата на което се създава и настоящата Смесена комисия. Отношенията между двете страни са традиционно добри и предимно с търговска насоченост. Множество разменени официални посещения и проведени бизнес форуми свидетелстват за търговския обмен между България и Йордания.
- страница на Министерство на Икономиката, Енергетиката и Туризма на България посветена на Йордания

### Великобритания
Великобритания има дългогодишна и тясна връзка с Йордания. Отношенията в отбраната са важна част от това. От 1993 г. се провеждат годишни съвместни военни учения и корабите на Кралския флот редовно посещават Акаба. През юли 2002 г. Обединеното кралство помага да се подкрепи споразумение за разсрочване на дълга в резултат на дискусиите в Парижкия клуб. Това споразумение дава възможност на Йордания да пренасочи задълженията си към държавите-кредитори. През януари 2008 г. Великобритания и другите членове на Парижкия клуб се споразумяват за уреждане на дълг от 2 млрд. долара с Йордания. Йордания и Великобритания също са близки партньори в борбата срещу международния тероризъм.

## Членство в международни организации
От 1955 Йордания е члена на ООН. От 1989 г. e член на Лигата на Арабските държави и Арабски съвет за сътрудничество, който е регионален икономически пакт включващ Египет, Ирак, Северен Йемен. Йордания принадлежи към ООН и някои от нейните специализирани и свързани агенции, включително Световната търговска организация (СТО), Световната метеорологична организация, Организацията за прехрана и земеделие (ФАО), Международната агенция за атомна енергия (МААЕ), Международната гражданска авиация Организация (ИКАО) и Световната здравна организация (СЗО). Йордания също е член на Световната банка, Международния валутен фонд (МВФ), Организацията на ислямската конференция (ОИК), Движението на неприсъединените лица и Арабската лига.